# Wassertorstraße 21 (Quedlinburg)

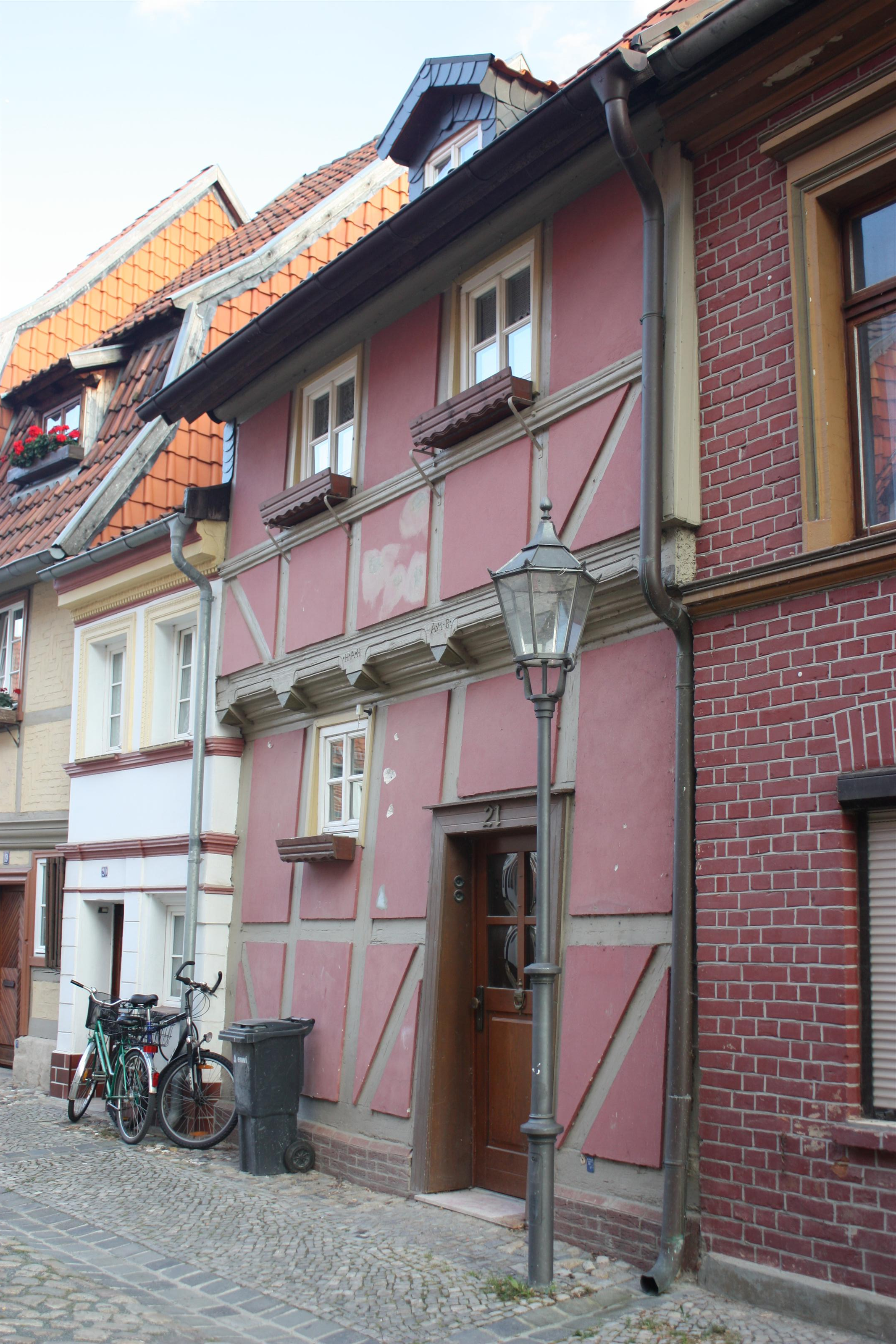
Haus Wassertorstraße 21

Das Haus Wassertorstraße 21 ist ein denkmalgeschütztes Gebäude in der Stadt Quedlinburg in Sachsen-Anhalt.

## Lage
Das Gebäude befindet sich an der Südseite des Quedlinburger Schloßberges im Stadtteil Westendorf. Es ist im Quedlinburger Denkmalverzeichnis als Wohnhaus eingetragen und gehört zum UNESCO-Weltkulturerbe. Östlich grenzt das gleichfalls denkmalgeschützte Haus Wassertorstraße 20 an.

## Architektur und Geschichte
Das zweigeschossige Fachwerkhaus entstand nach einer Bauinschrift im Jahr 1709. Die Stockschwelle der Fachwerkfassade ist mit Pyramidenbalkenköpfen und stilisierten Schiffskehlen verziert. Auf der Rückseite des Hauses besteht ein zum weiter südlich gelegenen Mühlgraben hin abfallender Hanggarten.